# Pyramide du Soleil
Ne doit pas être confondu avec Temple du Soleil.

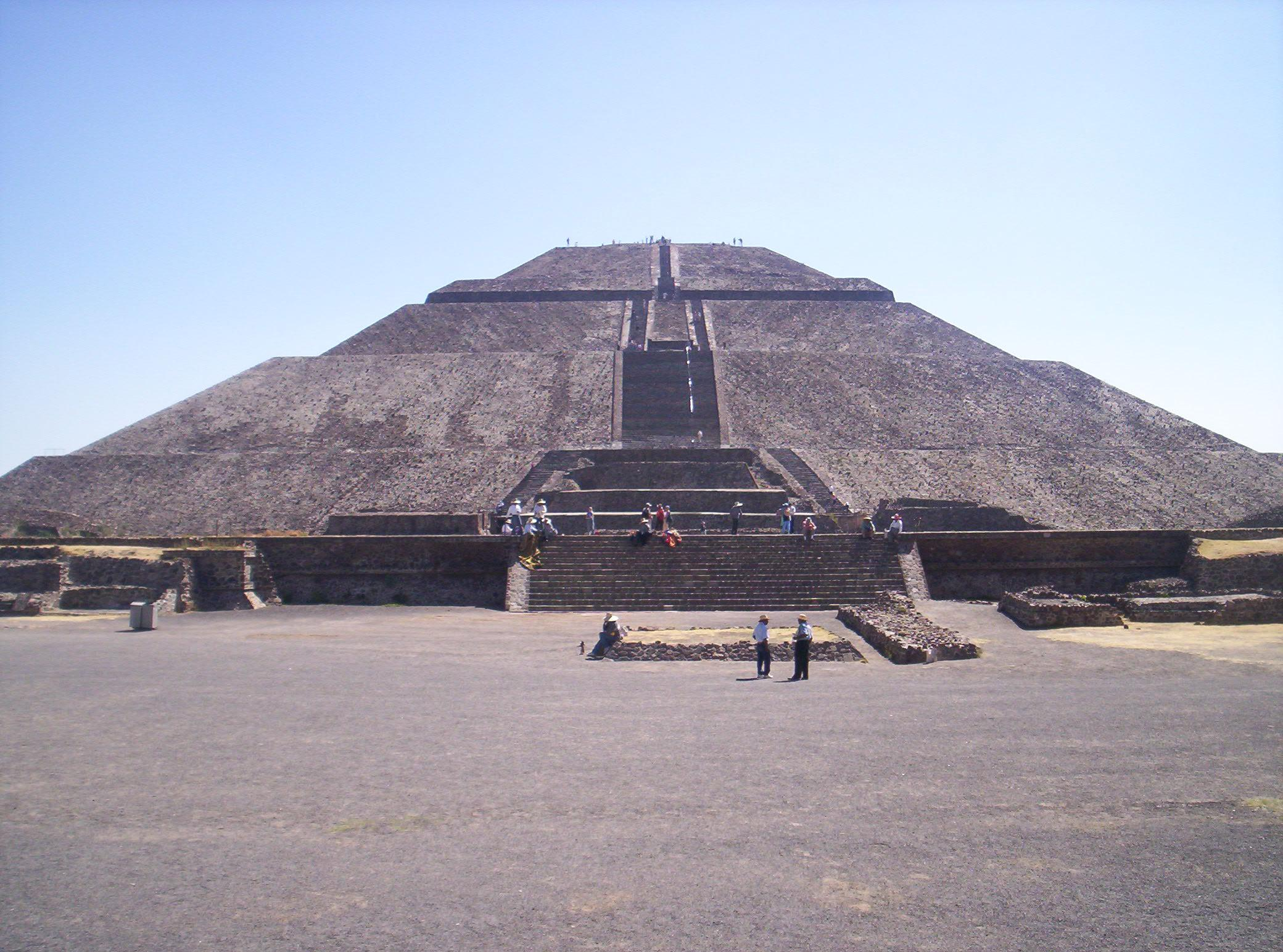
La pyramide du Soleil de Teotihuacan.

La pyramide du Soleil (Pirámide del Sol en espagnol; Tonatiuh itzacual en nahuatl) est l'édifice le plus grand de Teotihuacan et un des plus grands de Mésoamérique. Elle est située sur la chaussée des morts, entre la pyramide de la Lune et la Ciudadela, à côté de la grande montagne du Cerro Gordo. La pyramide fait partie d'un vaste complexe situé au cœur de l'antique cité. Contrairement à ce que croyait Bernardino de Sahagún, l'inventeur de son nom, elle n'était pas dédiée au culte d'une divinité du Soleil mais à celui d'un dieu de la pluie.

## Fouilles
Après l'abandon de la cité, la pyramide, bien que fort dégradée continua à dominer le paysage et ne fut jamais oubliée. À l'époque aztèque, elle était un lieu de pèlerinage. À l'époque coloniale, l'érudit Lorenzo Boturini la visita. Il affirme que, vers 1675, Carlos de Sigüenza y Góngora « avait tenté de [la] perforer, mais que la résistance du monticule l'en avait empêché ». Il en fit un plan, qui a malheureusement disparu. Des recherches archéologiques récentes[réf. nécessaire] ont remis en cause le célèbre récit de Boturini : Sigüenza ne se serait pas attaqué à la surface de la Pyramide du soleil, mais à celle de la Pyramide de la lune.

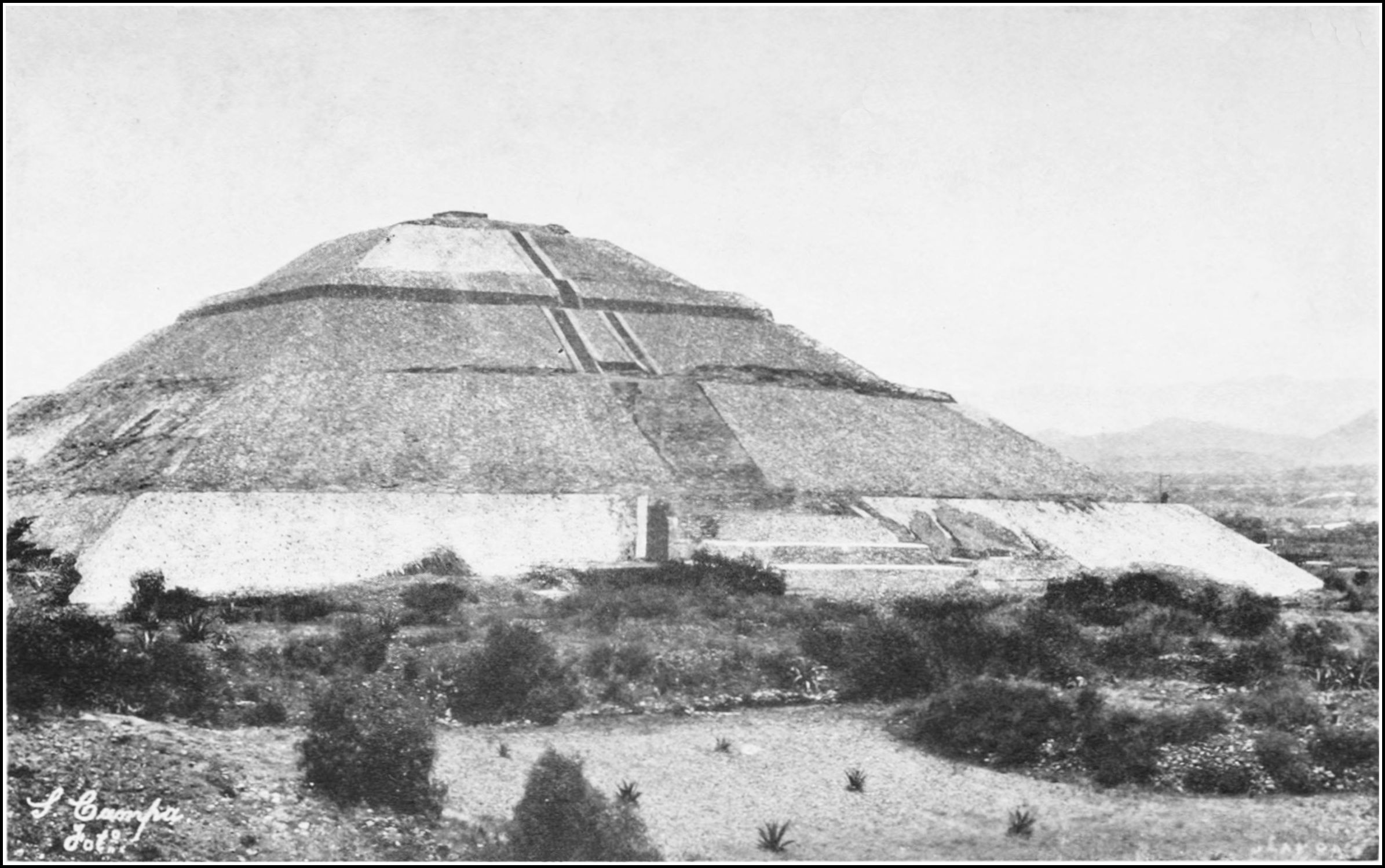
Pyramide du Soleil en 1910.

Ce n'est qu'au XXe siècle que des travaux archéologiques de grande ampleur furent entrepris à l'occasion de célébration du centième anniversaire de l'indépendance du Mexique en 1910. À partir de 1905, l'archéologue Leopoldo Batres dégagea l'édifice. Son travail fut sévèrement critiqué par son successeur Manuel Gamio : « La pyramide a été défigurée, en enlevant une couche de sept mètres d'épaisseur sur le côté sud, et de diverses épaisseurs dans les autres... ». Batres entreprit ensuite la reconstitution de l'édifice, dont le résultat est encore visible actuellement. Il fut démontré en 1947 qu'elle était erronée. L'édifice présentait à l'origine quatre degrés or Batres en ajouta un cinquième, entre les troisième et quatrième.
Dans les années 1920, Gamio fit creuser un tunnel dans la façade est de l'édifice. En 1933, Eduardo Noguero fit procéder au creusement d'un autre tunnel, long de 116,5 m depuis la façade ouest. En 1959, des fouilles menées dans ces deux tunnels par René Millon ont définitivement établi que la pyramide avait été construite d'un seul jet.
Lors de la création d'un spectacle son et lumière en 1971, les intervenants ont fortuitement découvert l'entrée d'un tunnel et un réseau de grottes sous la pyramide du Soleil. Bien que les chercheurs aient longtemps pensé qu'il s'agissait d'une grotte naturelle, les études les plus récentes[réf. nécessaire] ont établi que le tunnel avait été entièrement creusé par l'homme. L'intérieur de la pyramide du Soleil n'a toujours pas été entièrement fouillé.

## Architecture

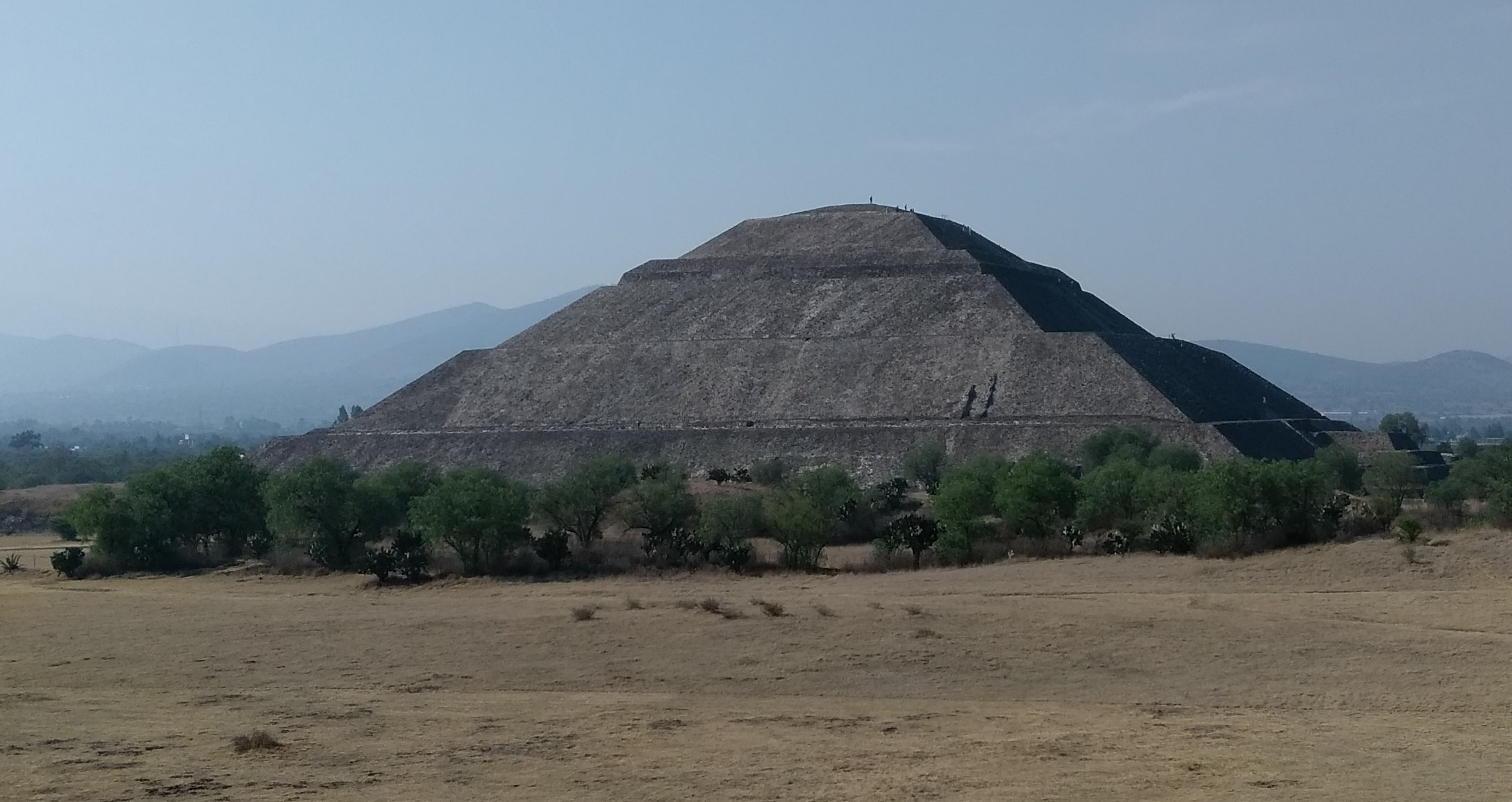
Pyramide du Soleil à Teotihuacan

La construction a débuté lors de la phase Tzacualli (1-150 apr. J.-C.), épisode durant lequel Teotihuacan commence à s'imposer comme la ville majeure de Mésoamérique.
Elle mesure 65 mètres de hauteur selon l'INAH,, et Laurette Séjourné.
Son cœur est fait d'adobe et elle était couverte de peintures sur stuc.
Son escalier monumental comporte 265 marches.
En 1971, de nouvelles fouilles et des études mettent en évidence une grotte sous la pyramide. Dans cette grotte, quatre portes sont disposées comme les pétales d'une fleur. La grotte est accessible via un puits de sept mètres de longueur se trouvant au pied de l'escalier monumental de la pyramide.